# Ngọc Biên
Ngọc Biên là một xã cũ thuộc huyện Trà Cú, tỉnh Trà Vinh, Việt Nam.

## Địa lý
Xã Ngọc Biên có vị trí địa lý:
- Phía đông giáp huyện Cầu Ngang
- Phía tây giáp xã Hàm Giang
- Phía nam giáp huyện Duyên Hải và huyện Cầu Ngang
- Phía bắc giáp xã Long Hiệp.

Xã Ngọc Biên có diện tích 24,62 km², dân số năm 2019 là 8.315 người, mật độ dân số đạt 338 người/km².

## Hành chính
Xã Ngọc Biên được chia thành ấp: Ba Cụm, Giồng Cao, Rạch Bót, Sà Vần A, Sà Vần B, Tắc Hố, Tha La.

## Lịch sử
Ngày 15 tháng 9 năm 1981, Hội đồng Bộ trưởng Quyết định 69-HĐBT về việc chia xã Long Hiệp thành ba xã là xã Long Hiệp, xã Tân Hiệp và xã Ngọc Biên.